# Moby Ale Due
Le Moby Ale Due est un ferry rapide de la compagnie italienne Moby Lines. Construit entre 2000 et 2001 aux chantiers Fincantieri de Castellammare di Stabia, il portait à l'origine le nom de Bithia et était le premier d'une série de trois navires rapides commandés par l'ex-compagnie publique Tirrenia di Navigazione. Mis en service en juillet 2001 sur les lignes intérieures italiennes entre le continent et la Sardaigne, il assure ce service sous les couleurs de Tirrenia jusqu'en 2024 avant d'être transféré au sein de la flotte de Moby Lines.

## Historique

### Origines et construction
À la fin des années 1990, la compagnie publique Tirrenia di Navigazione, principale concessionnaire des lignes maritimes entre le continent italien, la Sardaigne et la Sicile, lance un important programme de renouvellement de son outil naval au service de la continuité territoriale. Ceci fait suite à la décision prise par le gouvernement italien en septembre 1998 de procéder au démantèlement de la holding d'état Finmare, détenant notamment Tirrenia, et à terme de privatiser l'ensemble de ses filiales. Profitant de ses dernières années sous la tutelle de l'État, la compagnie prévoit alors la mise en service de plusieurs navires de grande capacité qui succéderont aux ferries de la classe Strade Romane sur ses principaux axes. Il est ainsi décidé de la conception de deux nouvelles classes de navires financées au moyen des importantes subventions perçues dans le cadre de la continuité territoriale. Parmi ces deux classes, l'une serait employée sur la Sicile tandis que l'autre desservirait la Sardaigne.
S'agissant des navires destinés à la desserte des lignes vers la Sardaigne, Tirrenia va opter pour la conception de car-ferries semi-rapides inspirés des unités exploitées en mer Adriatique par les compagnies grecques Superfast Ferries et Minoan Lines. Ce type de navire, combinant taille, capacité et vitesses élevées, est à ce moment plébiscité par de nombreux armateurs en Méditerranée, et en particulier par des concurrents privés tels que Moby Lines ou encore Sardinia Ferries qui ont d'ores et déjà passé commande de ferries rapides. En plus de se prémunir contre la concurrence de ces futurs navires, le choix de car-ferries rapides s'inscrit également dans la continuité de la stratégie de Tirrenia qui avait misé tout au long des années 1990 sur la vitesse avec notamment l'introduction en Méditerranée occidentale des premiers navires à grande vitesse capables de transporter des véhicules en 1993. Dans un premier temps, le projet de la compagnie fait état de navires dotés d'une capacité de roulage très importante dans l'optique de capter une partie du flux de marchandises transitant vers la Sardaigne. Cependant, le groupe Grimaldi, présent sur ce secteur avec sa filiale Grimaldi Ferries, saisira la justice sous prétexte de concurrence déloyale. Le cahier des charges du service public ne justifiant pas l'augmentation de la capacité de roulage, les futurs navires de Tirrenia se verront imposer une surface de garage limitée et équivalente à celle des ferries de la classe Strade Romane, ce qui aura une incidence sur leur conception. En dépit de cette contrainte, les nouveaux ferries de Tirrenia affichent des caractéristiques particulièrement imposantes avec une longueur de 214 mètres et un tonnage de plus de 35 000 tonneaux. De par ces dimensions, les nouvelles unités de Tirrenia surpassent celles de Moby ou de Sardinia Ferries dont la longueur a été volontairement limitée pour permettre une exploitation plus polyvalente sur la Corse notamment. Avec une capacité passagère arrêtée à 2 700 personnes, dont plus de 1 200 en couchettes, ils sont les navires les plus capacitaires jamais alignés sur la Sardaigne. Grâce à leur longueur, les aménagements vont pouvoir être concentrés sur un seul et même pont. Parmi ceux-ci se trouveront deux bars, deux espaces de restauration et des divertissements tels qu'un cinéma, des salles de jeux, une bibliothèque et une boutique, le tout agrémenté d'une décoration élégante. Malgré la limite de roulage fixée à environ 830 mètres linéaires, ils sont néanmoins capables de transporter 900 véhicules répartis sur l'équivalent de trois niveaux. Principale caractéristique impactée par cette restriction, la capacité fret ne pourra néanmoins pas dépasser les 70 unités. Enfin, pour permettre à ces navires d'atteindre des vitesses élevées, le choix de leur appareil propulsif va se porter sur quatre moteurs semi rapides de la marque Wärtsilä qui sont à l'époque les plus sophistiqués sur le marché et qui équipent également les navires de la concurrence. Ces machines, combinées au design de la coque intégrant notamment une faible largeur au regard de la longueur confèreront aux navires des vitesses avoisinant les 30 nœuds.
Les caractéristiques définies, un premier navire est alors commandé aux chantiers Fincantieri de Castellammare di Stabia au sein duquel sont habituellement construits les navires de Tirrenia. Baptisé Bithia en référence au site archéologique du même nom, il est mis sur cale le 12 juillet 2000 et lancé le 10 février 2001. Au terme de cinq mois de finitions, il est livré à Tirrenia le 9 juillet.

### Service

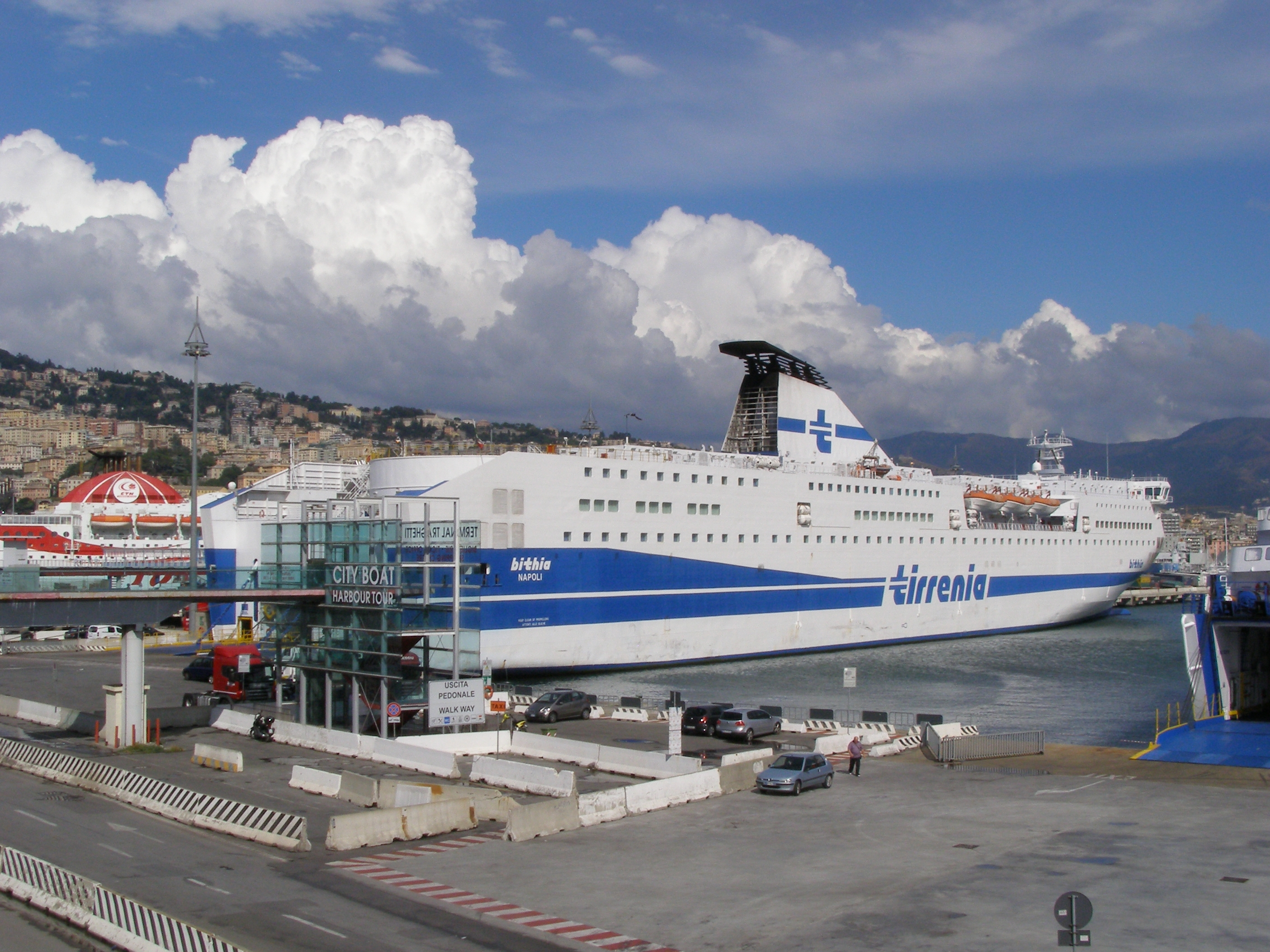
Le Bithia arborant la livrée originale de Tirrenia.

Le Bithia commence ses rotations entre le continent et la Sardaigne le 27 juillet 2001 sur la liaison Gênes - Porto Torres. Grâce à sa vitesse élevée, le navire est capable de relier les deux ports en un peu moins de dix heures. Les années suivantes, il est rejoint par ses jumeaux Janas, mis en service en 2002 à ses côtés entre Gênes et Porto Torres, puis Athara, inséré en 2003 entre Gênes et Olbia. Le trio sera par la suite complété en 2004 et en 2005 par les sister-ship améliorés Nuraghes et le Sharden disposant d'un plus vaste garage. Cette performante flotte de navires rapides se substitue alors progressivement aux navires de la classe Strade Romane qui sont pour leur part transférés sur des axes secondaires de la compagnie.
Principalement affecté entre Gênes et Porto Torres au début de sa carrière, le Bithia sera parfois employé de manière occasionnelle sur d'autres lignes de Tirrenia telles que Gênes - Olbia en janvier 2004 en raison de la fermeture temporaire du port de Porto Torres à la suite d'une explosion survenue sur le méthanier Panam Serena. Il naviguera également sur les liaisons Naples - Palerme en 2011 et Civitavecchia - Olbia en 2012 pour pallier les arrêts techniques des navires y étant habituellement affectés.
En 2012, le processus de privatisation de Tirrenia arrive à son terme avec le rachat partiel de la compagnie par son concurrent Moby Lines à travers la Compagnia Italiana di Navigazione (CIN), structure spécialement créée pour la privatisation. À cette occasion, l'entité historique Tirrenia di Navigazione est dissoute et ses actifs sont transférés au sein d'une nouvelle structure baptisée Tirrenia CIN. Le Bithia, à l'instar des autres navires de la flotte, devient alors la propriété de cette nouvelle entité. À cette même période, le navire cesse de relier Gênes et Porto Torres au profit d'autres lignes et dessert selon les années les axes Gênes - Olbia, Civitavecchia - Olbia ainsi que Civitavecchia - Arbatax - Cagliari.
En 2015, Moby fait l'acquisition de la totalité des parts de la CIN et devient ainsi l'unique propriétaire de Tirrenia. Ce changement se caractérisera quelques années plus tard, en 2018, par une importante modification de la livrée du navire. À l'instar des ferries de Moby dont les coques sont décorées avec les personnages des dessins animés Looney Tunes, les unités de la flotte Tirrenia vont être progressivement parées d'une livrée semblable représentant cette fois-ci des personnages de comics issus de l'univers DC.
À l'aube des années 2020, la compagnie Moby Lines est en proie à d'importantes difficultés financières et se retrouve dans l'incapacité de rembourser la dette occasionnée par le rachat de Tirrenia. Cette situation, aggravée par les perturbations du trafic maritime engendrées par la pandémie de Covid-19, va cependant évoluer positivement avec l'entrée du groupe MSC au capital de Moby en 2022. Le plan de restructuration de l'entreprise prévoit néanmoins la vente à court terme de plusieurs navires, notamment ceux de la classe Bithia. Ces navires souffrent en effet de leur capacité de roulage restreinte tendant à les rendre inadaptés au trafic.
Le 16 janvier 2023, alors que le navire est stationné à un quai de réparation navale des chantiers de Gênes dans le cadre de son arrêt technique, de violentes rafales provoquent la rupture ses amarres. Poussé par le vent, le Bithia vient heurter avec sa partie arrière tribord le Mega Express Three de Corsica Ferries, occasionnant quelques dégâts sur ce dernier.
En 2024, Moby Lines prend la décision de transférer le Bithia au sein de sa flotte. Ainsi, dès le mois de janvier, le navire entre en cale sèche à Gênes où sa livrée DC Comics est effacée de ses flancs et remplacée par les logos et la baleine Moby. Il change également de nom et devient le Moby Ale Due. Les transformations achevées, il est remis en service le 8 février entre Civitavecchia et Olbia.
Affecté durant l'été entre Gênes et Porto Torres, il est également employé sur la nouvelle liaison de Moby à destination de la Corse entre Gênes et Ajaccio et réalise sa première escale dans la cité impériale le 12 juin. C'est dans ce cadre que le 26 juin, le ferry est saisi par les autorités française en raison d'un litige judiciaire opposant le groupe Onorato et une société singapourienne propriétaire du roulier Maria Grazia Onorato, affrété sous les couleurs de Moby et dont la gestion par l'armateur italien enfreint les conditions de la charte d'affrètement. À cet effet, le Moby Ale Due est immobilisé dans le port d'Ajaccio en attendant la résolution du contentieux. Au terme de plus d'un mois d'arrêt forcé, le navire quitte finalement le quai le 29 juillet et reprend normalement ses traversées entre Gênes, la Sardaigne et la Corse dans le courant de la semaine.

## Aménagements
Le Moby Ale Due possède 9 ponts. Si le navire s'étend en réalité sur 10 ponts, l'un d'entre eux est absent au niveau du garage pour permettre le transport de remorques. Les locaux passagers occupent la totalité des ponts 5 et 6 ainsi qu'une grande partie du pont 7 tandis que les parties de l'équipage se trouvent à l'avant du pont 7 et sur le pont 8. L'entièreté des ponts 3 et 4 ainsi que l'avant des ponts 2 et 1 abritent quant à eux les garages.

### Locaux communs
Le Moby Ale Due est équipé d'une grande variété d'installations toutes situées sur le pont 6. Parmi elles se trouvent un bar-salon et un piano-bar situés vers l'arrière, un restaurant à la carte et un restaurant self-service situés à l'avant, ainsi qu' un cinéma, une salle de jeux de cartes, une bibliothèque et une boutique au centre.

### Cabines
Le Moby Ale Due dispose de 326 cabines situées situées majoritairement sur le pont 5 ainsi qu'à l'arrière du pont 7. Ces cabines, internes et externes, sont le plus souvent équipée de deux à quatre couchettes ainsi que de sanitaires comprenant douche, WC et lavabo. En plus de ces cabines, le navire propose 952 places en fauteuils Pullman répartis au sein de deux salons situés sur le pont 7.

## Caractéristiques
Le Moby Ale Due mesure 214 mètres de long pour 26,40 m de large et son tonnage est de 35 736 UMS. Le navire a une capacité 2 700 passagers et est pourvu d'un garage pouvant accueillir 900 véhicules répartis sur 4 niveaux. Le garage est accessible par deux portes rampes situées à l'arrière. La propulsion est assurée par quatre moteurs diesels Wärtsilä 12V46C développant une puissance de 51 364 kW entraînant deux hélices à pas variable faisant filer le bâtiment à une vitesse de 29,5 nœuds. Le Moby Ale Due possède six embarcations de sauvetage fermées de grande taille, trois sont situées de chaque côté vers le milieu du navire. Elles sont complétées par deux canot semi-rigide ainsi que plusieurs radeaux de sauvetage à coffre s'ouvrant automatiquement au contact de l'eau. Le navire est doté de deux propulseurs d'étrave facilitant les manœuvres d'accostage et d'appareillage.

## Lignes desservies
Depuis sa mise en service, le Moby Ale Due effectue toute l'année la liaison entre le continent italien et la Sardaigne. Pour le compte de Tirrenia, le navire était positionné toute l'année entre Gênes et Porto Torres et naviguait parfois sur d'autres axes de la compagnie de manière occasionnelle. À partir du milieu des années 2010, il navigue de manière plus polyvalente sur différentes lignes selon les années, en particulier Civitavecchia - Olbia. Depuis son transfert sous les couleurs de Moby en 2024, le navire dessert de nouveau la liaison Gênes - Porto Torres à titre principal et effectue également une à deux escales par semaine à Ajaccio en Corse durant l'été.